# Кріс де Бург
Кріс де Бург (англ. Chris de Burgh; нар. 15 жовтня 1948) — британський / ірландський співак-композитор. Його найвідоміша робота — пісня про кохання 1986 року «The Lady in Red».

## Ранні роки
Де Бург народився у Венадо-Туерто, Аргентина, у родині полковника Чарльза Джона Девісона, британського дипломата та Мейв Емілі. Його дідом по материнській лінії був сер Ерік де Бург, офіцер британської армії, який був начальником Генерального штабу в Індії під час Другої світової війни. Він взяв дошлюбне прізвище своєї матері «де Бург» як сценічний псевдонім. Його офіційним прізвищем залишається «Девісон». Кріс провів більшу частину свого дитинства на Мальті, у Нігерії та Бельгійському Конго, оскільки разом з матір'ю та братом супроводжував батька на його дипломатичній роботі.
Сім'я оселилася в замку Баргі, графство Вексфорд, Ірландія, який на той час був у дещо занедбаному стані. Це був замок дванадцятого століття, який Ерік де Бург купив у 1960-х роках. Він зробив з нього готель, і молодий Кріс співав там для гостей.
Де Бург навчався у коледжі Мальборо в графстві Вілтшир, Велика Британія. Закінчив Дублінський коледж Трініті, отримавши ступінь магістра мистецтв з французької, англійської та історії.

## Кар'єра
Перший контракт підписав із A&M Records у 1974 році та підтримував гурт «Supertramp» у їхньому турі «Crime of the Century». Його дебютний альбом «Far Beyond These Castle Walls» було випущено у фентезі-традиціях Moody Blues. Після випуску в кінці 1974 року, альбом не потрапив у чарти. Через декілька місяців після цього, він випустив сингл під назвою «Turning Round» з альбому, випущеного за межами Великої Британії та Ірландії під назвою «Flying».
У 1975 році вийшов його другий альбом «Іспанський поїзд та інші історії».
Третій альбом 1977 року, «At the End of a Perfect Day», був добре сприйнятий публікою. В його записі брали участь: колишній барабанщик «Fairport Convention» Дейв Меттакс та пізніше барабанщик «Fairport» Джеррі Конвей.
В 1979 році де Бург випустив свій четвертий альбом «Crusader».
У 1981 році де Бург вперше потрапив у британський чарт із збіркою «Best Moves». У 1982 році Руперт Гайн став продюсером альбому де Бурга «The Getaway», який посів 30 місце в британських чартах і 43 місце в американських чартах завдяки моторошному синглу «Don't Pay the Ferryman».
У 1984 році наступний альбом Кріса де Бурга «Man on the Line» також показав хороші результати, посівши 69 місце в чартах США та 11-те у Великій Британії. Перший сингл з цього альбому «High on Emotion» отримав міжнародне визнання та потрапив до Топ-20 у декількох країнах (увійшовши в Топ-5 в Ірландії, Франції та Швейцарії) та до Топ-50 у Великій Британії і США.
У 1997 році де Бург написав пісню під назвою «There's a New Star Up in Heaven Tonight» присвячену принцесі Діані. Пісня була випущена обмеженим тиражем у 100 примірників та включена до альбомів «The Ultimate Collection» (2000) і «Now and Then (2009)».
У 2008 році був запланований концерт у Тегерані разом із місцевим гуртом «Arian», який зробив би Кріса де Бурга першим західним поп-співаком, що виступив би в Ірані після революції 1979 року. Однак концерт так і не відбувся, бо іранська влада не отримала дозволу на виступ у країні.
У 2008 році де Бург випустив «Footsteps», свій сімнадцятий альбом, що містить кавер-версії тринадцяти пісень, які надихали його протягом усієї його кар'єри. В альбом ввійшли пісні таких виконавців як Боб Ділан, The Beatles, Тото та Піт Сігер. Альбом потрапив до п'ятірки найкращих у Великій Британії. У 2011 році де Бург випустив свій наступний альбом «Footsteps 2», який увійшов до британського Топ-40.
У свій 73-й день народження, 15 жовтня 2021 року, Кріс де Бург випустив музичне відео для свого синглу «Legacy», зняте іранським режисером/аніматором Семом Чегіні. Це анімаційне музичне відео ввійшло до його 27-го студійного альбому «Легенда про Робін Гуда».

## Особисте життя
Кріс де Бург одружений з Діаною Девісон з 1977 року та живе в Енніскеррі, графстві Віклоу, в Ірландії, переїхавши туди з Далкі, Дублін, 1997 року. Вони виховують двох синів, Хубі та Майкла, а також доньку Розанну, найбільш відому як переможницю конкурсу «Міс Світу» 2003 року в Ірландії.

## Дискографія
- 1975 Far Beyond These Castle Walls
- 1975 Spanish Train And Others Stories
- 1977 At The End Of A Perfect Day
- 1979 Crusader
- 1980 Eastern Wind
- 1981 Best Moves (збірник пісень)
- 1982 The Getaway
- 1984 Man on the Line
- 1986 Into the Light[en]
- 1988 Flying Colours
- 1992 Spark To a Flame
- 1992 The Power Of Ten
- 1994 This Way Up
- 1995 Beautiful Dreams
- 1997 The Love Songs (збірник пісень)
- 1999 Quiet Revolution
- 2002 Timing Is Everything
- 2004 The Road to Freedom
- 2006 The Storyman
- 2008 Footsteps
- 2010 Moonfleet & Other Stories